# Ständeratspräsident
Der Ständeratspräsident der Schweiz ist der Vorsitzende des Ständerats.
Jedes Jahr anfangs Wintersession wählt der Ständerat für ein Jahr eine Präsidentin oder einen Präsidenten sowie eine erste und zweite Vizepräsidentin beziehungsweise Vizepräsidenten. Diese leiten die Verhandlungen, vertreten den Rat nach aussen und wachen über die Befolgung des Reglements sowie über die Ordnung in den Sitzungen. Die Vizepräsidenten übernehmen die Aufgaben der Präsidentin oder des Präsidenten, wenn diese verhindert sind.
Der Ständeratspräsident leitet das Büro des Ständerates, welches namentlich die Traktandierung der Sessionsgeschäfte festlegt. Die Aufgaben des Ständeratspräsidiums sind im Reglement des Ständerates festgehalten. Die Vereinigte Bundesversammlung wird vom Ständeratspräsidenten geleitet, wenn der Nationalratspräsident verhindert ist.